# Tulajdonnév
A tulajdonnév a főnevek azon fajtája, amely – a köznevekkel ellentétben – nem dolgok egy csoportjára, hanem egy konkrét egyedre utal, tehát azonosító funkciót tölt be. (Ezzel nem áll ellentétben, hogy bizonyos tulajdonnevek több egyedre is használatosak – amint például számos János nevű ember és Kossuth Lajos utca van –, mivel mindegyik név meghatározott, külön egyedekre utal.)

## Fajtái
A tulajdonnév fajtái között az alábbiakat tartjuk számon:
- személynevek (ideértve a családneveket és utóneveket együtt és külön, az uralkodók, pápák stb. nevét, a beceneveket, ragadványneveket, művészneveket és írói álneveket, a vallás és a mitológia körébe tartozó neveket),
- állatnevek,
- tárgynevek (nemzeti ereklyék, járművek, fegyverek, hangszerek, híres drágakövek stb. neve)
- földrajzi nevek (helyesírásukról l. a földrajzi nevek helyesírása cikket),
- csillagászati elnevezések,
- intézménynevek,
- márkanevek,
- (mű)címek,
- kitüntetések és díjak elnevezése.

## Jelentése
Szemben a köznévvel, amely úgy vonatkozik egy személyre/dologra, hogy az besorolható egy adott csoportba (definíció alapján, pl. valaki szabó, azaz ruhákat készít), a tulajdonnév kijelöl, és nem függ a dolog aktuális tulajdonságaitól (ha valakinek Szabó a családneve). Ez a kijelölés, hivatkozás, azonosítás továbbá állandó jellegű, jellemzően nem szokott megváltozni (a névváltoztatás esetét leszámítva). A tulajdonnévnek tehát referenciája (jelölete) van, jelentése viszont vitatható, hogy van-e. (E kérdéseket többek közt Frege és Russell kutatta, l. a nyelvfilozófia szócikkben.) Ha igen, az egyfelől abból adódhat, ha maga a név is tartalmaz jellegére vonatkozó elemet (pl. Városliget), vagy ha ez közismert róla (hogy az Anna női név), így denotatív jelentésük az, amely a jelölet mibenlétét tisztázza és azonosítja (Arisztotelész i.e. IV. századi görög filozófus), konnotatív jelentése pedig a hozzá kapcsolódó egyéb ismeretek (pl. hogy Arisztotelész Nagy Sándor nevelője).
A tulajdonnév az elnevezés aktusa nyomán jön létre (személyeknél például keresztelő, tárgyaknál névadó ünnepség útján).
Egyes tulajdonnevek tartalmaznak olyan elemet, amely jelöli a fajtáját, mibenlétét (pl. Lipótváros, Svédország, Indiai-óceán, Magyar Nemzeti Bank). Más tulajdonneveknél azonban ez nem tűnik ki. Jelentésük lehet közismert (mint hogy az István személynév, azon belül férfit jelöl), más esetben több háttérismeretet igényelnek (például hogy a Kohinoor egy gyémántnak a neve).

## Névelőhasználat
A tulajdonnév természeténél fogva határozott. Emiatt alapesetben nem állhat előtte határozott névelő, ennek szabályai azonban nyelvenként és olykor szavanként is eltérnek. (Határozatlan névelő csak átvitt értelmű, részben köznevesült használatban fordulhat elő mellette, pl. ő egy Einstein.)
Magyarul általában névelőtlenek az országnevek (pl. Brazília, Finnország, kivéve: a Vatikán, az Egyesült Királyság és az Amerikai Egyesült Államok, illetve a szigetnevekből képzett országnevek, valamint a politikai egységet jelölő államnevek, pl. a Brazil Szövetségi Köztársaság), az államrészek és megyék neve (Dél-Olaszország, Baranya), a földrészek neve (pl. Ázsia). Ezzel szemben a más típusú tulajdonnevek közül határozott névelővel állnak a csillagászati nevek (pl. a Tejút), a sarkok és sarkvidékek neve (a Déli-sark), a tájegységek neve (az Alföld, kivéve pl. Dobrudzsa, Provence), a községnél kisebb helyek neve (a Pacsirtatelep), az utcák, utak, terek neve (a Körönd, a Kossuth Lajos utca), a városrésznevek többsége (pl. a Belváros, a Pasarét, a Soho, de: Kőbánya, Soroksár), valamint a természetes földrajzi alakulatok neve (hegységek, óceánok, tengerek, folyók, sivatagok, vulkánok, pl. a Szahara, a Csendes-óceán). A személynevek – főleg ha csak a név egyik tagja van említve – elsősorban a köznyelvben kapnak névelőt (pl. megkérdeztem [az] Ildikót…, de megkérdeztem Fekete Ildikót).
Amennyiben egy tulajdonnév egybeesik valamely köznévvel (vagy éppen egy más típusú tulajdonnévvel), a nyelvben különféle eszközök merülhetnek fel arra, hogy a kettőt megkülönböztessék, pl. zéró névelő a tulajdonnév előtt és más (határozott vagy határozatlan) névelő a köznév (vagy a másikfajta tulajdonnév) előtt. Például éppen Móriczról volt szó (az íróról), de éppen a Móriczról volt szó (elsősorban a budai körtérre érthető).

### Kapcsolata a köznevekkel
Amint az előbbi példából (szabó és Szabó) látható, tulajdonnevek gyakran köznevekből jönnek létre, amikor megszűnik a függés a főnév jelentésében foglalt tulajdonságoktól (pl. a fenti esetben hogy az illető ruhákat varr-e), és valamely viselőjéhez állandósult, egyedítő jelleggel (egyfajta címkeként) hozzákapcsolódik a megjelölés. Így jött létre számos magyar családnév, pl. Török, Horváth, Németh, Tóth (’szlovák’) stb., Kovács, Szabó, Varga, Molnár stb., tulajdonságokból Kiss, Nagy, Fekete, Balog (’balkezes’) stb. Utónevek szintén jelentős számban jöttek és jönnek létre köznevekből (Virág, Rózsa, Ibolya, újabban: Balzsam, Barack, Bársony, Bíbor, Borostyán stb.
A változás az ellenkező irányban is megtörténhet: tulajdonnevek köznevesülhetnek, ha a tulajdonnévhez jellemzően társított tulajdonság értelmében más személyekre, dolgokra is kezdik használni (ő egy donhuan, ez a világjárók mekkája, az utazók bibliája), l. köznevesülés.

## Helyesírása
A tulajdonneveket magyarul (és a latin betűket használó más nyelvekben is) nagy kezdőbetűvel írjuk, bár a kötőjellel kapcsolt elemek közül csak az nagybetűs, amely önmagában is tulajdonnév, pl. Holt-Tisza-berek. A tulajdonnév több különírt elemből is állhat; ilyenkor mindegyik elem nagybetűs, pl. Római Birodalom, Géza Király Téri Egészségügyi Szakközépiskola (Ez alól kivétel például a folyóiratcímekben a névelők, kötőszók, ha nem a név legelején állnak, pl. Élet és Irodalom.) Ennek funkciója a névterjedelem jelölése, elkülönítve a tulajdonnevet az előtte és utána álló egyéb szavaktól (pl. az olasz Alpok, Gyöngyös város, ahol az „olasz” és a „város” nem részei a névnek).
Előfordul azonban olyan is, hogy egy kisbetűs elem nem a tulajdonnév belsejében szerepel (mint pl. az intézménynevekben), hanem a végén. Ilyenek az alábbi típusok:
- közterületnevek, pl. Váci utca, Erzsébet híd
- államrészek (megyék stb.) neve, pl. Baranya megye, Ungvári járás, New York állam
- tulajdonnévvé vált jelölt szókapcsolatok, pl. Keveset érő, Székre járó, Tilos alja
- pályaudvarok, megállóhelyek, mozik, szállodák, vendéglők, eszpresszók, üzletek, fürdők, temetők, lakóparkok neve, pl. Keleti pályaudvar, Vadszőlő szálloda, Vén Diák eszpresszó, Lukács fürdő, Sasadliget lakópark stb. (bár ezek neve tulajdonnévvé is válhat)
- egyedi címek (költői művek, cikkek, könyvek, képzőművészeti alkotások, zeneművek címe), pl. A kőszívű ember fiai, Kis éji zene (az állandó címek, azaz a folyóiratok, könyvsorozatok neve nem tartozik ide, pl. Nők Lapja, Nyelvtudományi Értekezések)
- kitüntetések, díjak nevének egyes típusai: Életfa díj, Korona érdemrend (de: Állami Díj, Akadémiai Emlékérem, ill. Nobel-díj, Jászai Mari-díj)

A másik fontos helyesírási kritérium, hogy a toldalékolt alakból az alapforma visszaállítható legyen. Emiatt nem lehet az egyszerűsítő írásmódot alkalmazni a nevekben, pl. Kiss-sel (nem pedig Kissel, mert abból csak a Kis alakot lehetne visszaállítani), ugyanígy New York-i, Eötvös József-i (nem *newyorki stb.). Ugyanezen célból a címekhez kötőjellel kapcsoljuk a melléknévképzőt és az utótagokat, pl. Kritika-féle (folyóirat), Odüsszeia-beli (világ). A ragokat és a jeleket ugyanakkor egybeírjuk: Arany Toldijában, a Kritikában (a ragra vagy írásjelre végződő címek kivételével, bár itt a körülírás gyakran célszerűbb).
Az alapforma visszaállíthatósága nem mindig érvényesül az intézménynevek, az országnevek és némely más földrajzinév-típus esetében, pl. a melléknévképzős  magyar–japán baráti társasági vagy a dél-budai vendéglátó vállalati alakból nem egyértelmű, hogy ezek a végig nagybetűs Magyar–Japán Baráti Társaság és Dél-budai Vendéglátó Vállalat formából származnak, ahogy az egyesült királysági alak sem jelzi láthatóan az Egyesült Királyság tulajdonnévi eredetet. Ilyen esetekben a jelentésre és a nyelven kívüli ismeretekre szükséges hagyatkozni.
A tulajdonnevek bizonyos típusainál (főként a családnevekben, földrajzi nevek idegen elemeiben és márkanevekben) kivételesen megőrződhet számos olyan írásforma, amelyek közszóként (ha léteznek) másként írunk, pl. Biró, Kiss, Horváth, Jósika [zs-vel, azaz Józsika], Thököly, Apáczai. Olykor a kiejtést külön ismerni kell, például hogy Weöres Sándor vezetékneve [vörös]-ként ejtendő, vagy Moholy Nagy és sok más ember nevében az ly nem [j]-nek, hanem [li]-nak hangzik, Vay neve pedig [vaji]-nak. Az utónevekben (akárcsak a pápák és az uralkodók nevében) szintén a magyaros alak használatos, ideértve a külföldi királyokat is, pl. Eduárd, Frigyes, Jakab, Keresztély (királyok), Szixtusz, Piusz, Paszkál (pápák), Dolóresz, Dzsesszika, Krisztofer, Orlandó (ezek írásmódját a Magyar Tudományos Akadémia Nyelvtudományi Intézete szabályozza; a választható neveket külön jegyzékben teszik közzé, évről évre bővítve).
Az írásforma megkülönböztethet különböző típusú tulajdonneveket: például a bolygó neve Vénusz, a római istennő neve viszont Venus alakú.

## Alaktan
Minthogy a tulajdonnév egyedi létezőkre utal, jellemzően nem kerülhet többes számba. Kivétel ez alól az olyan alak, amelynek eleve többes számú alakja van (pl. Fülöp-szigetek). Ezt leszámítva ha egy tulajdonnév többes számba kerül, az gyakran köznevesülésről árulkodik (l. fent), és stilisztikai jelentősége lehet (pl. Csokonainál Kedv! Remények! Lillák! Isten véletek! – szerelme nevének többes számú alakja talán azt sejteti: „te és minden más nőszemély”). A névszókra jellemző más alakváltozatok (esetragok) is hiányozhatnak, pl. magyarul a translativus(-factivus), az essivus-modalis és a distributivus (*István|ná, *István|ul, *István|onként nemigen lehetséges).
A többelemű tulajdonnevek egy egységnek számítanak, így csak az utolsó elemük kap toldalékokat.
Egyes tulajdonnevek, főként egyes családnevek és földrajzi nevek alaktani sajátossága, hogy a köznévként létező alakváltozatok nem – vagy kevésbé – használatosak, pl. észrevettem Sugárt, meglátogattam Bogárt, valamint megnéztük Dobogókőt (vö. sugarat, bogarat, követ mint köznevek).